# Cabeça Gorda
Cabeça Gorda is een plaats (freguesia) in de Portugese gemeente Beja en telt 1 571 inwoners (2001).